# 囍氣逼人
《囍氣逼人》是1997年出品的一部香港回歸電影，但票房慘敗，並成了女主角沈殿霞首次非以原聲演出。

## 劇情
此片主要講述周力平、賈總及京京等在去香港旅遊的趣事。

## 演員
| 演員   | 角色     | 配音   | 暱稱 / 關係                            |
| 沈殿霞 | 林小花   | 陸惠玲 | 港方負責接待遊客的工作人員；豪宅的管家 |
| 莫少聰 | 周力平   | 張炳強 | Eric；林小花的兒子                     |
| 伍詠薇 | 京京     |        | 丁小姐；旅行社的導遊                   |
| 程 前  | 賈正京   | 陳 欣  | 賈總；旅行社的經理；林小花的舅舅       |
| 王馨平 | 美娟     |        |                                        |
| 吳孟達 | 吳先生   | 張炳強 | 豪宅的戶主；林小花的老闆               |
| 黃 斌  | 力平朋友 | 張炳強 |                                        |
| 趙靜儀 | 京京牀友 |        |                                        |

## 外部連結
- 香港影庫上《囍氣逼人》的資料（繁體中文）